# Стропков
Стропков (слч. Stropkov, мађ. Sztropkó) град је у Словачкој, који се налази у оквиру Прешовског краја, где је седиште истоименог округа Стропков.

## Географија
Стропков је смештен у североисточном делу државе. Главни град државе, Братислава, налази се 470 км западно, док су Кошице на 85 км удаљености ка југозападу.
Рељеф: Стропков се развио у области Карпата, на приближно 200 m надморске висине. Град се сместио у невеликој котлини испод планина Ниски Бескиди.
Клима: Клима у Стропкову је умерено континентална.
Воде: Град Стропков развио на речици Ондави, у коју на месту града улива пар потока.

## Историја
Људска насеља на овом простору датирају још из праисторије. Насеље под овим именом први пут се спомиње 1245. г. као насеље са словачким живљем, а које је 1408. г. добило градска права. Насеље је вековима био у саставу Угарске.
Крајем 1918. г. Стропков је постао део новоосноване Чехословачке. У време комунизма град је нагло индустријализован, па је дошло до наглог повећања становништва.

## Становништво
| Година:    | 1994.  | 2004.   | 2014.   | 2024.    |
| ---------- | ------ | ------- | ------- | -------- |
| Број људи: | 10 411 | 10 822  | 10 762  | 9683     |
| Разлика:   |        | +3,94 % | -0,55 % | -10,02 % |

| Година:    | 2023. | 2024.   |
| ---------- | ----- | ------- |
| Број људи: | 9788  | 9683    |
| Разлика:   |       | -1,07 % |

Данас Стропков има око 10.000 становника и последњих година број становника опада.
Етнички састав: По попису из 2001. г. састав је следећи:
- Словаци - 90,1%,
- Роми - 8,9%,
- Русини - 0,7%,
- остали.

Верски састав: По попису из 2001. г. састав је следећи:
- римокатолици - 61,9%,
- гркокатолици - 26,9%,
- православци - 5,2%,
- атеисти - 2,8%,
- лутерани - 0,5%,
- остали.

## Партнерски градови
- Билгорај

## Галерија
- Православна црква
- Римокатоличка црква
- Гркокатоличка црква
- Градска средња школа